# Cyclodorippoidea
Cyclodorippoidea är en överfamilj av kräftdjur. Cyclodorippoidea ingår i ordningen tiofotade kräftdjur, klassen storkräftor, fylumet leddjur och riket djur. Enligt Catalogue of Life omfattar överfamiljen Cyclodorippoidea 10 arter. 
Kladogram enligt Catalogue of Life:
| Cyclodorippoidea | \| \| Cyclodorippidae \| \| \| \| \| \| Cymonomidae \| \| \| \| |
|                  | \| \| Cyclodorippidae \| \| \| \| \| \| Cymonomidae \| \| \| \| |
|                  | Cyclodorippidae                                                 |
|                  |                                                                 |
|                  | Cymonomidae                                                     |
|                  |                                                                 |